# Крістоффер Полага
Крістоффер Джон Полага (англ. Kristoffer Jon Polaha; нар. 18 лютого 1977, Ріно, Невада, США) — американський актор кіно і телебачення, найбільш відомий за ролями Нейта Бейз у «Життя непередбачуване», Джейсона Меттьюз у «Північний берег» та Генрі Батлера в «Двійник».

## Життєпис
Крістоффер Полага народився 18 лютого 1977 року в Ріно, штат Невада у сім'ї Естер Лі (Ебен) та Джерома Майкла «Джеррі» Полага. Має чеське, ірландське, французьке та німецьке коріння.

## Особисте життя
7 червня 2003 року Крістоффер Полага одружився з акторкою Джуліанною Морріс. У них троє дітей.

## Фільмографія
| Рік       |    | Українська назва                                             | Оригінальна назва                               | Роль                               |
| --------- | -- | ------------------------------------------------------------ | ----------------------------------------------- | ---------------------------------- |
| 2020      | ф  | Диво-жінка 1984                                              | Wonder Woman 1984                               |                                    |
| 2018      | с  | Кондор                                                       | Condor                                          | Сем Барбер, колега Тернера по ЦРУ. |
| 2018      | тф | Різдво маленького міста                                      | Small Town Christmas                            | Еммет Тернер                       |
| 2018      | с  | Перлина у раю                                                | Pearl in Paradise                               | Колін Пейдж                        |
| 2018      | ф  | Під листям                                                   | Beneath the Leaves                              | детектив Брайан Ларсон             |
| 2017      | с  | Різдво у Рокі-Маунтін                                        | Rocky Mountain Christmas                        | Ґрегем Мітчелл                     |
| 2016      | ф  | Вайнленд                                                     | Vineland                                        | Александер                         |
| 2016      | тф | Різдвяні серця                                               | Hearts of Christmas                             | Метт                               |
| 2016      | с  | Смертельна зброя                                             | Lethal Weapon                                   | Беннет Гірш / Джино Кореллі        |
| 2016      | с  | Ріццолі та Айлз                                              | Rizzoli & Isles                                 | Едвард Данн                        |
| 2016      | тф | Довідник Датера                                              | Dater's Handbook                                | Роберт                             |
| 2016      | с  | Касл                                                         | Castle                                          | Калеб Браун                        |
| 2015      | ф  | Де живе мрія                                                 | Where Hope Grows                                | Келвін Кемпбелл                    |
| 2015      | с  | Гаваї 5.0                                                    | Hawaii Five-0                                   | Генк Вебер                         |
| 2015      | с  | Сталкер                                                      | Stalker                                         | Натан Ґрант                        |
| 2015      | с  | Бекстром                                                     | Backstrom                                       | сержант Пітер Нідермайер           |
| 2014      | ф  | Атлант розправив плечі. Частина 3. Хто є Джон Ґолт?          | Atlas Shrugged Part III: Who Is John Galt?      | Джон Ґолт                          |
| 2013      | с  | Касл                                                         | Castle                                          | Калеб Браун                        |
| 2013      | ф  | Вузол диявола                                                | Devil's Knot                                    | Вел Прайс                          |
| 2013      | с  | CSI: Місце злочину                                           | CSI: Crime Scene Investigation                  | Дерріл Волш                        |
| 2012      | с  | Незграбна                                                    | Awkward                                         | Бен                                |
| 2012      | с  | Зроблено в Джерсі                                            | Made in Jersey                                  | Нолан                              |
| 2011—2012 | с  | Двійник                                                      | Ringer                                          | Генрі Батлер                       |
| 2010—2011 | с  | Життя непередбачуване                                        | Life Unexpected                                 | Нейт Бейз                          |
| 2010      | с  | Романтика під питанням                                       | Romantically Challenged                         | Джессі                             |
| 2009      | с  | Клуб ляльок                                                  | Dollhouse                                       | Нейт Джордан                       |
| 2009      | с  | Давай ще, Тед                                                | Better Off Ted                                  | Дон                                |
| 2009      | с  | Без сліду                                                    | Without a Trace                                 | Джастін Морґан                     |
| 2009      | с  | Валентина (телесеріал)                                       | Valentine                                       | Денні Валентина                    |
| 2008      | ф  | Біллі: Ранні роки                                            | Billy: The Early Years                          | Чарльз Темплтон в юності           |
| 2007—2009 | с  | Божевільні                                                   | Mad Men                                         | Карлтон Гансен                     |
| 2006      | с  | Кістки                                                       | Bones                                           | Вілл Ґастінґс                      |
| 2006      | с  | C.S.I.: Місце злочину Маямі                                  | CSI: Miami                                      | Джеремі Фордгем                    |
| 2006      | с  | У Філадельфії завжди сонячно                                 | It's Always Sunny in Philadelphia               | службовець                         |
| 2005      | с  | Доктор Гаус                                                  | House M.D.                                      | Джеф Форстер                       |
| 2004      | с  | Північний берег                                              | North Shore                                     | Джейсон Меттьюз                    |
| 2003      | с  | Поклик Тру                                                   | Tru Calling                                     | Марк Еванс                         |
| 2003      | с  | Американський спадкоємець:Історія Джона Ф. Кеннеді-молодшого | America's Prince: The John F. Kennedy Jr. Story | Джон Фіцджеральд Кеннеді-молодший  |
| 2002      | с  | Хижі птахи                                                   | Birds of Prey                                   | Даркстрайк                         |
| 2002      | с  | Розвелл                                                      | Roswell                                         | Ерік Г'юз                          |
| 2002      | кф | Близький ворог                                               | Home Base                                       | Нік                                |
| 2001      | с  | Янгол                                                        | Angel                                           | Ділан Блім                         |